# Motnica, Koroška
Motnica (nemško Metnitz) je občina na severu nekdanjega poselitvenega območja Slovencev v 6.-8. stoletju, v upravnem okraju Šentvid ob Glini na Severnem Koroškem.  Nemško ime Metnitz izvira iz slovenske pomenke za motno vodo oziroma potok, označuje pa tudi dolino Motnice/Motniško dolino (nemško Metnitztal).

## Geografija

### Zemljepisna lega
Občina Motnica leži na Severnem Koroškem in vključuje večino Motniške doline in okoliške gore, ki jo obdajajo od glavnega grebena (pri Lasnici še na drugo stran) na severu Motniške gore do Mödrinškega gorskega grebena na jugu. Oba grebena sta del Krških alp. Glavno področje je Motniška dolina, po kateri teče rečica Motnica (Metnitz). Na skrajnem severu na razvodju med potokom Lasnico (Lassnitzbach), ki se izliva v Muro, in Prajniškem potoku (Priewaldbach) ter Loškim potokom (Auenbach), ki tečeta v Motnico je tudi meja med Koroško in Štajersko. Občina na severu meji na štajerski občini Murau, Sankt Georgen am Kreischberg in Stadl-Predlico. Sosednje občine na Koroškem so na vzhodu Breže (Friesach), Straßburg, Prečpolje na Krki (Weitensfeld im Gurktal) in Glodnica ( Glödnitz).

### Naselja v občini
Občino Motnica sestavljajo naslednje katastrske občine Bistrica, Gradeš, Motnica dežela in Motnica trg. 
Občino sestavlja naslednjih 22 naselbin ali vasi (s številom prebivalcev po stanju na 31. oktobra 2011): 
| - Log (Auen) (12) - Bistrica (Feistritz) (149) - Felfernigthal (0) - Gradeš (Grades)(329) - Klachl (102) - Lasnica (Laßnitz) (57) - Maria Höfl (8) - Marienheim (24) | - Motnica (Metnitz) (531) - Modrinje (Mödring) (63) - Oberalpe (11) - Oberhof Schattseite (74) - Oberhof Sonnseite (108) - Preining (69) - Schnatten (21) | - Črni potok (Schwarzenbach) (73) - Pleso (Teichl) (176) - Unteralpe (62) - Bela (Vellach) (121) - Wöbring (81) - Zanitzberg (22) - Zwatzhof (21) |

## Zgodovina
Po naselitvi Slovanov v Vzhodne Alpe je območje Motniške doline postalo del samostojne slovenske kneževine Karantanije, zgodovinske in pravne predhodnice današnje dežele Koroške. O zgodnji in dolgotrajni slovenski poselitvi pričajo med ostalim tudi imena krajev, ki so skoraj izključno slovenskega izvora. Območje občine je bilo verjetno v posesti Svete Heme, ki ga je podarila bodisi samostanu, ki ga je ustanovila, ali salzburškim škofom. Zgornjo Motniško dolino so salzburški nadškofje v 11. stoletju prenesli na Krško škofijo, ki je ustanovila urade v Bistrici in Motnici. Leta 1043 se omenja naselje Motnica (»Mötnitz«) in župnija, pri čemer se je takratno naselje (kasneje imenovano tudi »Alter Markt«) verjetno nahajalo na območju izliva reke Teichlbach, na je zdaj vzhodni rob mesta. Današnja motniška župnijska cerkev v bistvu izvira iz stavbe, omenjene leta 1121. V 12. ali začetku 13. stoletju je bila urejena današnja trikotna tržnica.  Grad, ki je obvladoval to posest – grad Gradeš - so dali pozidati krški škofje, vendar že zaradi imena, bi lahko sklepali, da je bil zgrajen na mestu že prej stoječega »gradišča« slovanskega izvora. Posest celotne občine je bila v rokah krških škofov vse do Jožefinskih reform in deloma do začetka 20. stoletja.

## Kulturni spomeniki
- Farna cerkev sv. Lenarta v Motnici
- Mrtvaški sprevod v Motnici
- Romarska cerkev sv. Wolfganga v Gradešu
- Grad Gradeš
- Muzej mrtvaškega plesa
- Muzej meroslovja
- Farna Farna cerkev sv. Nikolaja v Gornjem dvoru Senčna stran
- Podružnična cerkev Marije pomočnice

## Zanimivost
Motnica ima posebno privilegirano enoto strelcev, ki ima privilegirano pravico do svoje posebne uniforme, katerega jim jo je  podelila cesarica Marija Terezija leta 1744. 